# Willy Kaiser
Wilhelm Gustav „Willy” Kaiser (ur. 16 stycznia 1912 w Pobiedziskach, zm. 24 lipca 1986 w Gladbeck) – niemiecki bokser, mistrz olimpijski.
Złoty medalista letnich igrzysk olimpijskich w Berlinie w kategorii muszej.
Uczestnik Mistrzostw Europy w Mediolanie 1937 roku.
Mistrz Niemiec wagi muszej w 1937 roku.